# 圣马夏尔维韦罗勒
圣马夏尔维韦罗勒（法語：Saint-Martial-Viveyrol，法語發音：[sɛ̃ maʁsjal viveʁɔl]）是法国多尔多涅省的一个市镇，位于该省西北部，属于佩里格区。

## 地理
圣马夏尔维韦罗勒（45°21'27"N, 0°20'19"E）面积12.63 平方千米，位于法国新阿基坦大区多爾多涅省，该省份为法国西南部内陆省份，是法國本土面积第三大的省，大致对应佩里戈尔地区，北起顺时针与夏朗德省、上维埃纳省、科雷兹省、洛特省、洛特-加龙省、吉倫特省和滨海夏朗德省接壤。
与圣马夏尔维韦罗勒接壤的市镇（或旧市镇、城区）包括：拉沙佩勒-格雷西尼亚克、吕西尼亚克、谢尔瓦勒、韦尔泰亚克、贝尔特里克-比雷、布泰耶-圣塞巴斯蒂安、楠特伊-欧里亚克德布尔扎克。

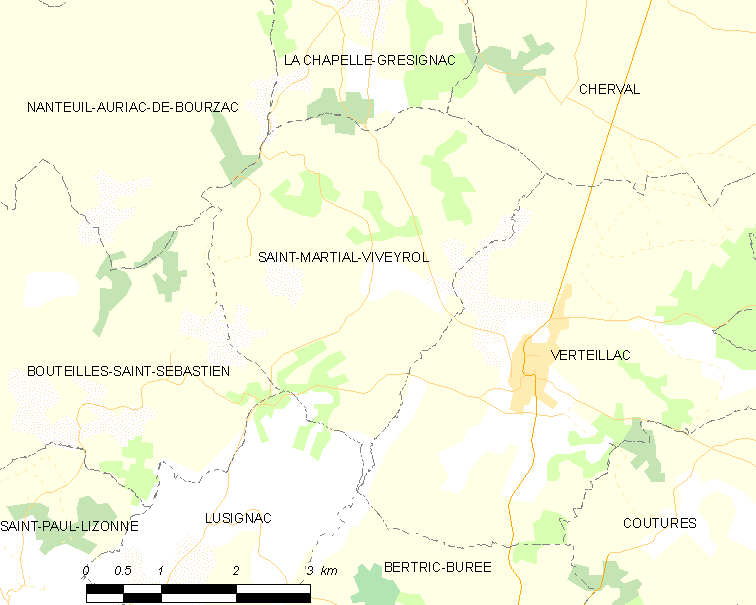
圣马夏尔维韦罗勒的OSM定位图

圣马夏尔维韦罗勒的时区为UTC+01:00、UTC+02:00（夏令时）。

## 行政
圣马夏尔维韦罗勒的邮政编码为24320，INSEE市镇编码为24452。

## 政治
圣马夏尔维韦罗勒所属的省级选区为里贝拉克县。

## 人口

1962-2008年间圣马夏尔维韦罗勒人口变化图示

圣马夏尔维韦罗勒于2022年1月1日时的人口数量为184人。